# Алфавил
„Алфавил“ (на английски: Alphaville) е германска синтпоп група, която придобива световна популярност през 80-те години на XX век.
Основателите ѝ са певецът Мариан Голд, Бернхард Лойд и Франк Мертенс, които първоначално наричат групата „Форевър Иънг“, преди да променят името на „Алфавил“. В средата на 80-те години на XX век групата постига успех със сингли Big in Japan, Jet Set, Dance With Me и Forever Young.

## Дискография
- Forever Young (1984)
- Afternoons in Utopia (1986)
- The Breathtaking Blue (1989)
- Prostitute (1994)
- Salvation (1997)
- Catching Rays on Giant (2010)